# Pirin
Pour les articles homonymes, voir Pirin (homonymie).
Le Pirin (en bulgare : Пирин, en grec : Πιρίν) est un massif montagneux de Bulgarie qui fait partie de l’ensemble formé par le Rila et les Rhodopes. Son point culminant est le pic Vihren, haut de 2 914 m. Le plus ancien nom connu du massif est le grec Όρβηλος, en latin Orbelus, « montagne blanche, enneigée », dont l’origine est thrace. Les Slaves, en revanche, l’appelèrent Perin ou Péroun, du nom d’un de leurs plus puissants dieux.
Le Pirin a donné son nom à la région sud-ouest de la Bulgarie : Macédoine du Pirin. La partie nord-est de la région historique de Macédoine a été rattachée à la principauté de Bulgarie à l'issue de la première guerre balkanique de 1912-1913. Son territoire correspond à l'actuel oblast de Blagoevgrad.

## Étymologie
Les Bulgares considèrent traditionnellement que le nom du Pirin provient de celui du dieu slave du tonnerre Péroun. Selon l’académicien bulgare Vladimir Georgiev, le nom aurait pour origine le mot thrace perintos, qui signifie « rocher », et le hittite perunach (même sens).

## Géographie

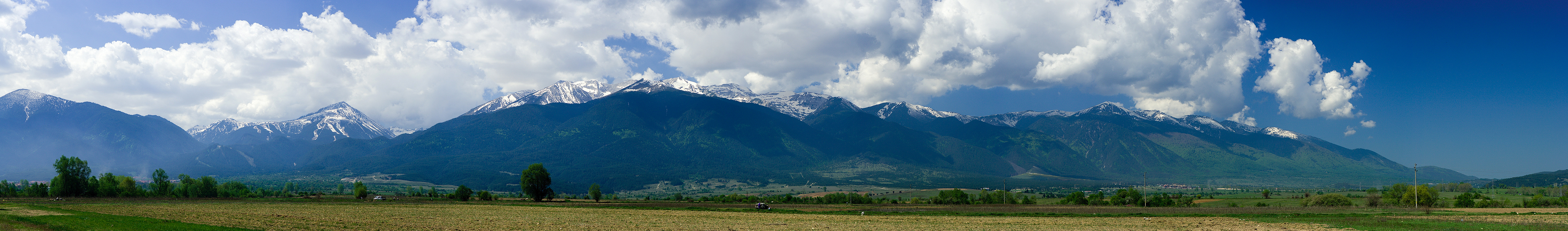
Panorama du Pirin septentrional, vu de la plaine de Razlog

### Situation

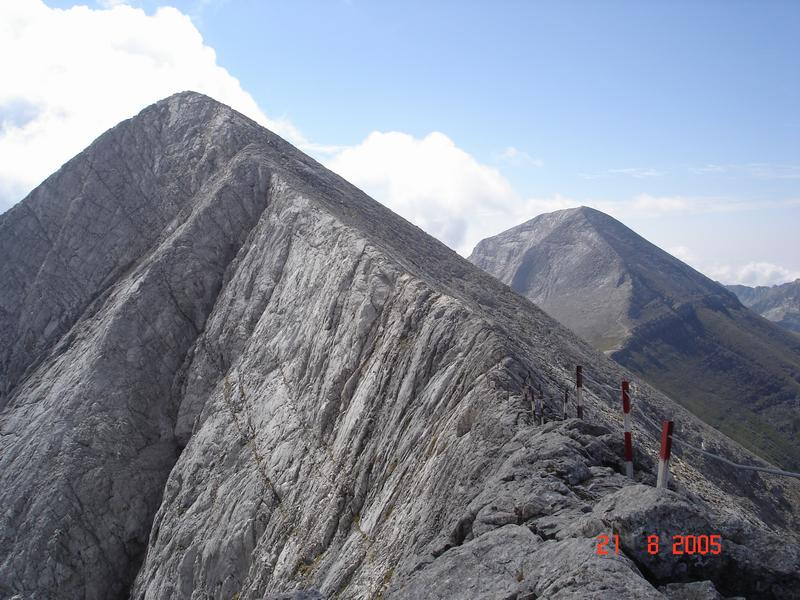
Les pics Kutelo (au premier plan) et Vihren, vus depuis le refuge de Končeto

Par son point culminant, le pic Vihren (2 914 m), le Pirin se range à la deuxième place en termes d'altitude parmi les massifs de Bulgarie, après le massif du Rila (mont Musala, 2 925 m). Le Pirin s’étend sur une surface de 2 585 km2 et constitue donc une masse montagneuse relativement réduite et compacte, d’une altitude moyenne de 1 033 m. Le Pirin est situé dans la partie sud-ouest de la Bulgarie, entre les vallées de la Struma et de la Mesta, entre 41,2 et 41,9 degrés de latitude nord.
Au nord, la limite avec le massif du Rila est le col de Predel (1 142 m), au sud le col de Paril (1 170 m), qui sépare le Pirin du massif grec de l’Órvilos (en bulgare Slavjanka, également connu sous son nom turc Alibotuş), près des villages de Paril et Goleševo. La distance en ligne droite entre ces deux points est de 60 km, sur une ligne orientée nord-ouest/sud-est. Sur la perpendiculaire allant de la ville de Sandanski au village d’Obidim, le Pirin a une largeur maximale de 40 km. À l’est du massif se trouvent les Rhodopes, à l’ouest les chaînes de Vlahina, Maleševo et Ogražden, qui constituent la frontière avec la Macédoine du Nord. Au pied du Pirin se sont également formés des bassins comme ceux de Razlog, Goce Delčev et Petrič-Sandanski.

### Géologie et géomorphologie

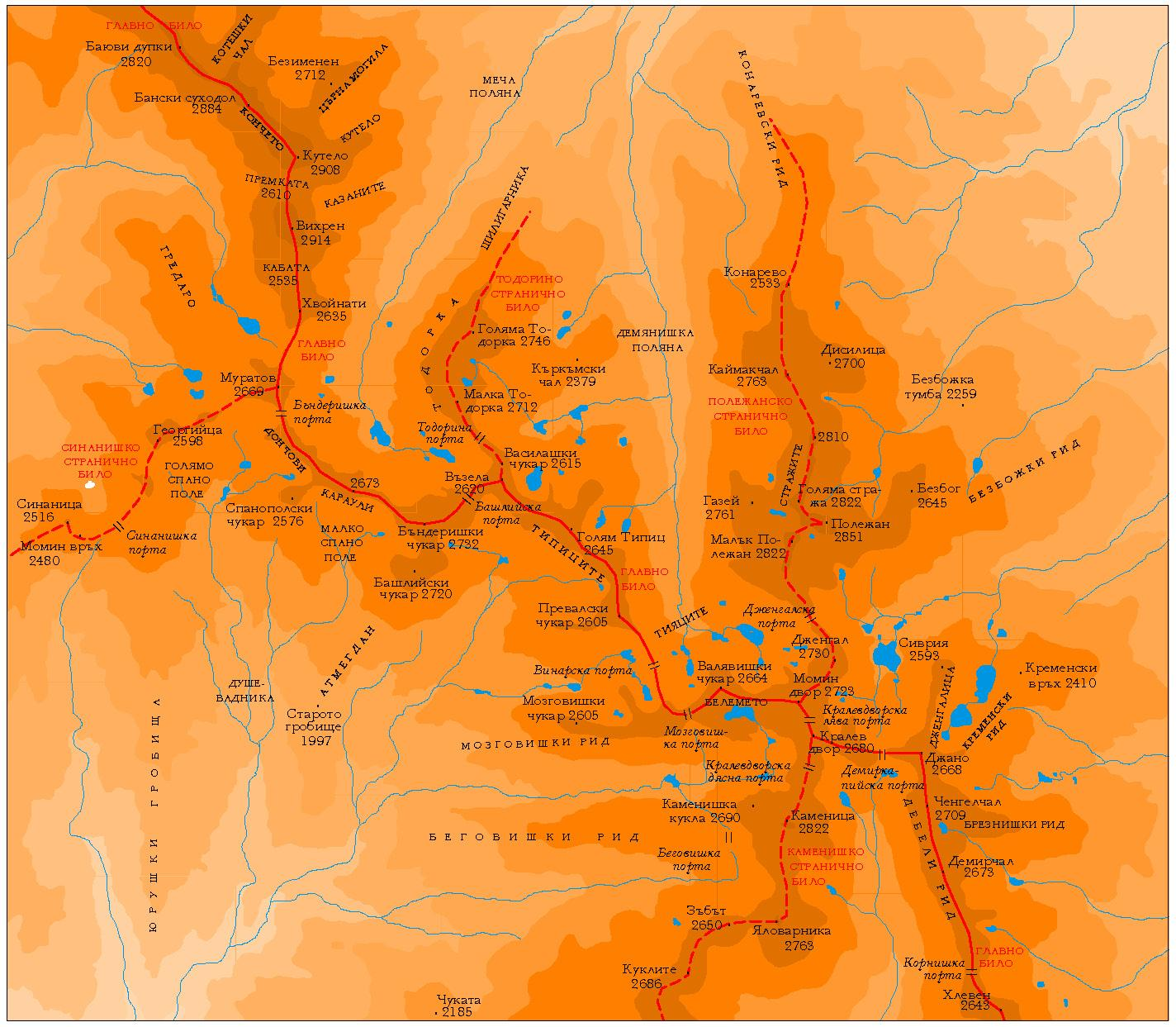
Carte du relief du Pirin septentrional

Sur le plan de la structure géologique, le Pirin est un horst présentant un noyau de granite (la surface granitique représente 62 %), recouvert essentiellement de roches métamorphiques anciennes. La formation du massif a commencé vers le milieu du Tertiaire. L’orogenèse du massif a cessé au cours de périodes ultérieures plus calmes. Au début du Quaternaire, en même temps que l’orogenèse, une glaciation a lieu dans le Pirin. Selon certains chercheurs, il y a même eu deux glaciations, au cours desquelles la limite de la glace permanente aurait atteint une altitude de 2 200 à 2 300 m.
Ce sont précisément ces glaciations qui ont modelé de façon définitive, il y a 18 000 ans, le relief du Pirin. Elles ont aussi conduit à des fissures sur de nombreux sommets granitiques et à la formation de belles arêtes (Stražite, du sommet du Poležan à celui du Kajmakčal ; Karaulite ou Dončovi karauli, du Bănderiški čukar au Muratov vrăh ; Debeli rid ou Malkoto konče, « le petit cheval », du mont Džano au col de Todorova Poljana), des amas de moraines et des murs verticaux surplombant des abîmes. C’est justement à cause de cela que la majorité des sommets granitiques ont vu leur altitude diminuer et ont cédé leur position culminante aux sommets marmoréens d’aujourd’hui qui, à cause des particularités du marbre, sont restés beaucoup moins concernés par ce processus. Le résultat des glaciations se manifeste également par la présence de 35 cirques, dans lesquels se trouvent aujourd’hui de beaux lacs d’origine glaciaire. Les plus grands sont les lacs de Vasilaki, de la Valjavica, de Popovo et de la Bănderica (Bănderiški ezera, du nom d’une rivière qui prend sa source près des lacs).

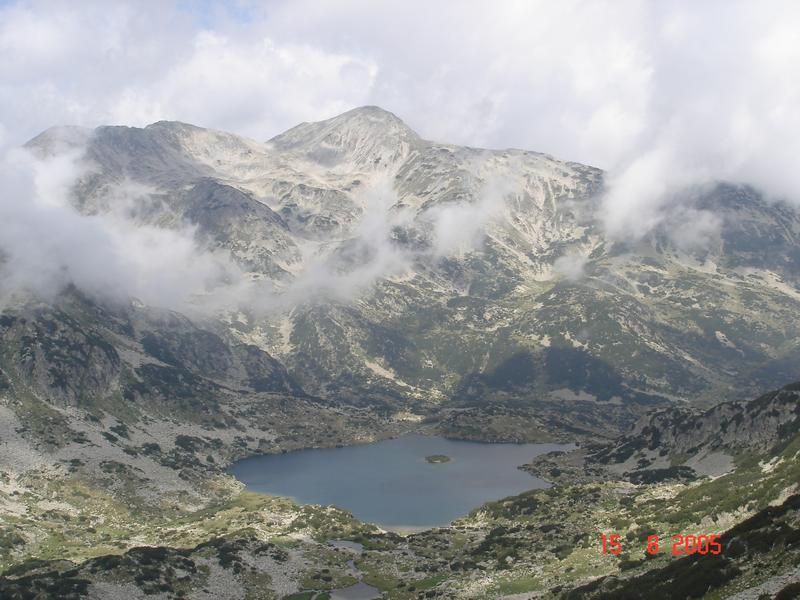
Lacs de Popovo vus du mont Džano

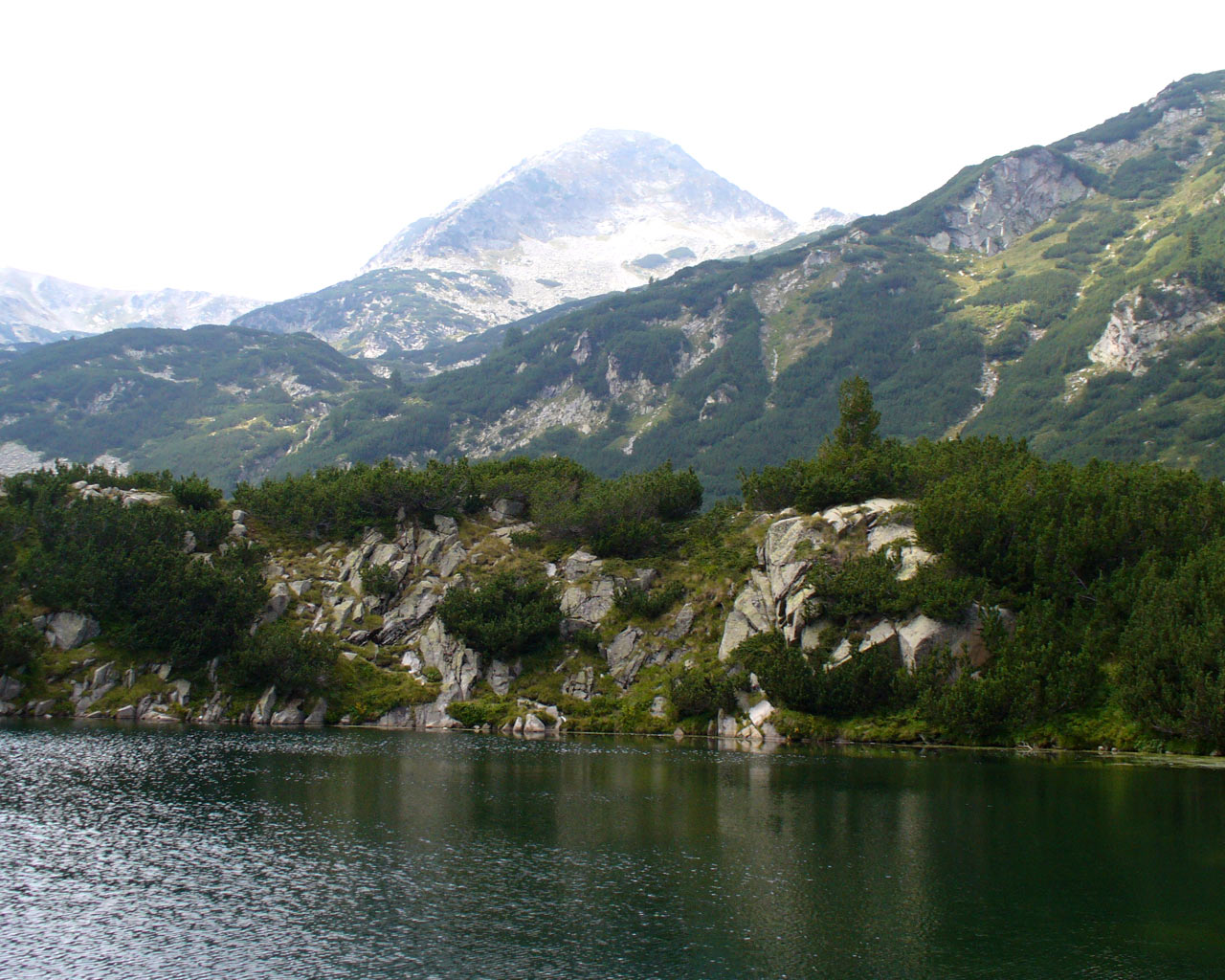
Vue d’un lac et d’un sommet de marbre

La ligne de crête principale du Pirin est clairement discernable : elle est issue du Rila, passe par le lieu-dit Predel et, en passant par tous les cols du massif, continue jusqu’au col de Paril. Quelques-uns des sommets les plus élevés sont situés sur cette ligne de crête. Même si elle présente de nombreux virages, elle maintient une direction nord-ouest/sud-est et joue en outre un rôle important dans la ligne de partage des eaux entre les vallées de la Struma et de la Mesta. De nombreuses bifurcations partent de cette ligne, dont quatre sont tellement importantes qu’elles donnent sa physionomie au massif : crête de la Sinanica, de la Todorka, du Poležan et de la Kamenica. La crête latérale de la Sinanica prend la direction du sud-ouest, en passant par le mont Muratov (2 669 m) ; la crête de la Todorka, partant du mont Văzela (2 620 m), prend la direction du nord ; la crête du Poležan part du mont Momin dvor (2 725 m) et part également vers le nord ; enfin la crête de Kamenica part du mont Kralev dvor (2 680 m) prend la direction du sud.

### Topographie

#### Subdivisions
D’un point de vue géographique et géologique, le Pirin est composé de trois parties : nord, centre et sud, qui sont cependant de taille inégale et n’ont pas la même attractivité touristique :
Pirin septentrional
Cette partie est la plus étendue du massif, en fait sa partie essentielle. Elle représente 74 % de la surface totale et est d’une longueur totale de 42 km. Elle s’étend de Predel, (lieu-dit dont le nom signifie « limite, borne », situé à une dizaine de kilomètres à l’ouest de Razlog) jusqu’à Todorova poljana, un col situé sur la crête centrale, d’une hauteur de 1 883 m. La partie nord du Pirin est la plus visitée du massif, sans doute parce qu’elle est la seule à présenter un caractère alpin : de nombreux lacs s’y trouvent, et elle possède un grand nombre de chalets et refuges. Les sommets les plus élevés s’y trouvent, y compris le Vihren (2 914 m). Le Pirin septentrional peut être subdivisé en plusieurs parties correspondant aux parties délimitées par la crête principale et des quatre crêtes latérales : Mramoren djal (« massif de marbre », comprenant le Vihren, 2 914 m), Severen centralen djal (« partie centrale nord », qui comprend le Bănderiški čukar, « sommet de Bănderica », 2 738 m), Južen centralen djal (« partie centrale sud », qui comprend le mont Džengal, 2 730 m), Poležanski djal (« massif de Poležan », qui comprend le sommet du Goljam Poležan, 2 851 m), Kameniški djal (« massif de Kamenica », qui comprend le sommet du même nom, 2 822 m), Sinaniški djal (« massif de Sinanica », qui comprend le sommet du même nom, 2 516 m) et djal Debeli rid (« massif de la grosse colline », comprenant le mont Čengelčal, 2 709 m).
Pirin central
Cette partie du massif s’étend entre les cols de Todorova poljana et Popovi livadi (Papaz čair – 1 430 m). Elle est la plus petite partie du massif (7 %) et la plus courte (7 km). Son sommet le plus élevé, l’Oreljak, atteint 2 099 m, la plupart des autres sommets étant inférieurs à 2 000 m. Ce dernier est un beau sommet marmoréen dont la forme, vue du nord, ressemble à un aigle aux ailes entrouvertes. Une tour de télévision y est installée. Cette partie du massif est très boisée : elle est recouverte presque entièrement de forêts de feuillus et est riche en ce qui s’appelle en bulgare le « thé du Pirin » (Pirinski čaj, Sideritis scardica, Griseb., du genre sideritis). Il n’y a que deux chalets dans cette partie du massif, Popovi livadi et Malina.
Pirin méridional
Il s'agit de la partie la plus basse, au relief arrondi (mont Sveštnik, « chandelier », 1 975 m). Elle représente 19 % du massif, avec une longueur d’environ 11 km et une largeur semblable. La fréquentation touristique y est très faible, et il n’y existe aucun chalet ou refuge. Elle est recouverte d’épaisses forêts de conifères et de feuillus. Elle est constituée de granite dans ses zones centrales et de marbre dans ses zones périphériques. Au sud, elle s’étend jusqu’au col de Paril. Le massif voisin de l’Órvilos (en bulgare Slavjanka, Славянка), qui fait en réalité partie de l’ensemble du Rila et des Rhodopes, est considéré en Grèce comme faisant partie du Pirin et porte pour cette raison le nom antique du massif (en grec Όρβηλος).

#### Principaux sommets
Il y a dans le Pirin deux sommets de plus de 2 900 m (le Vihren et le Kutelo), sept de plus de 2 800 m, dix-sept de plus de 2 700 m, 32 de plus de 2 600 m et 40 de plus de 2 500 m. Les trois sommets les plus élevés sont des sommets marmoréens, et les sommets granitiques les plus élevés (Poležan et Kamenica) sont sités sur les crêtes latérales. Le sommet granitique le plus élevé se trouvant sur la crête principale est le Bănderiški čukar (2 732 m).

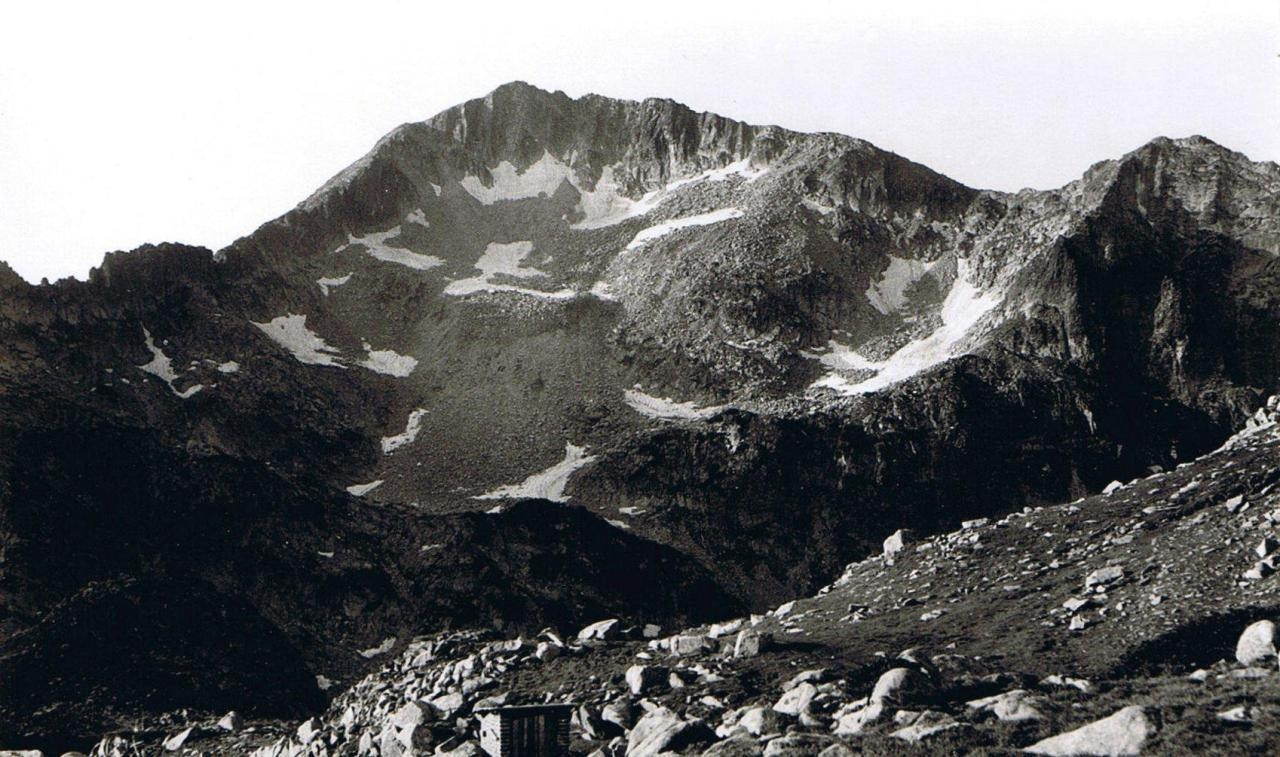
Le mont Kamenica

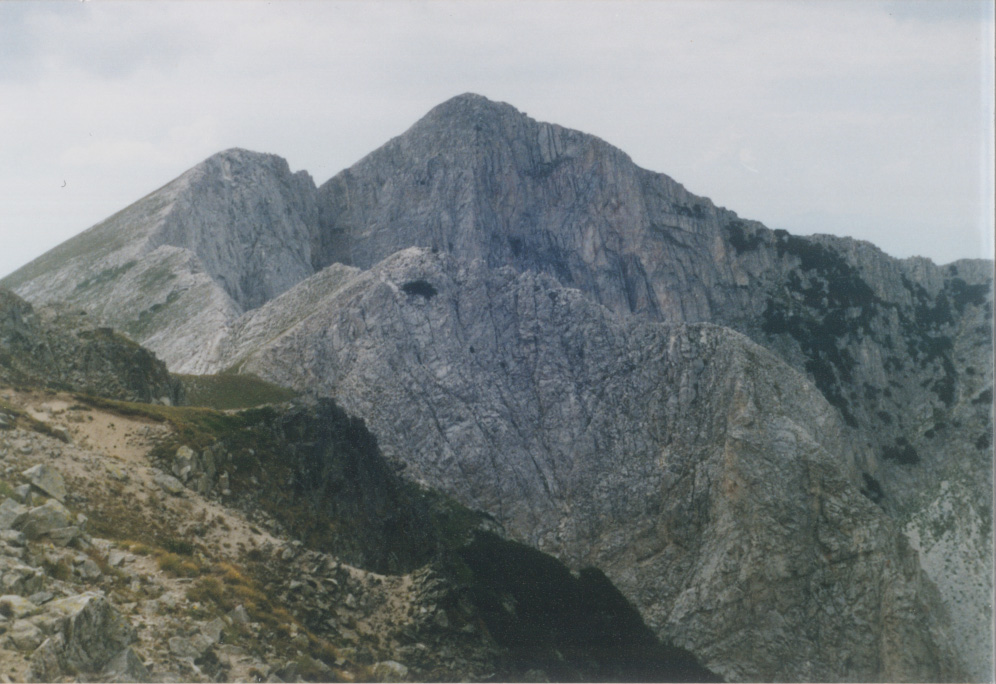
Le mont Sinanica

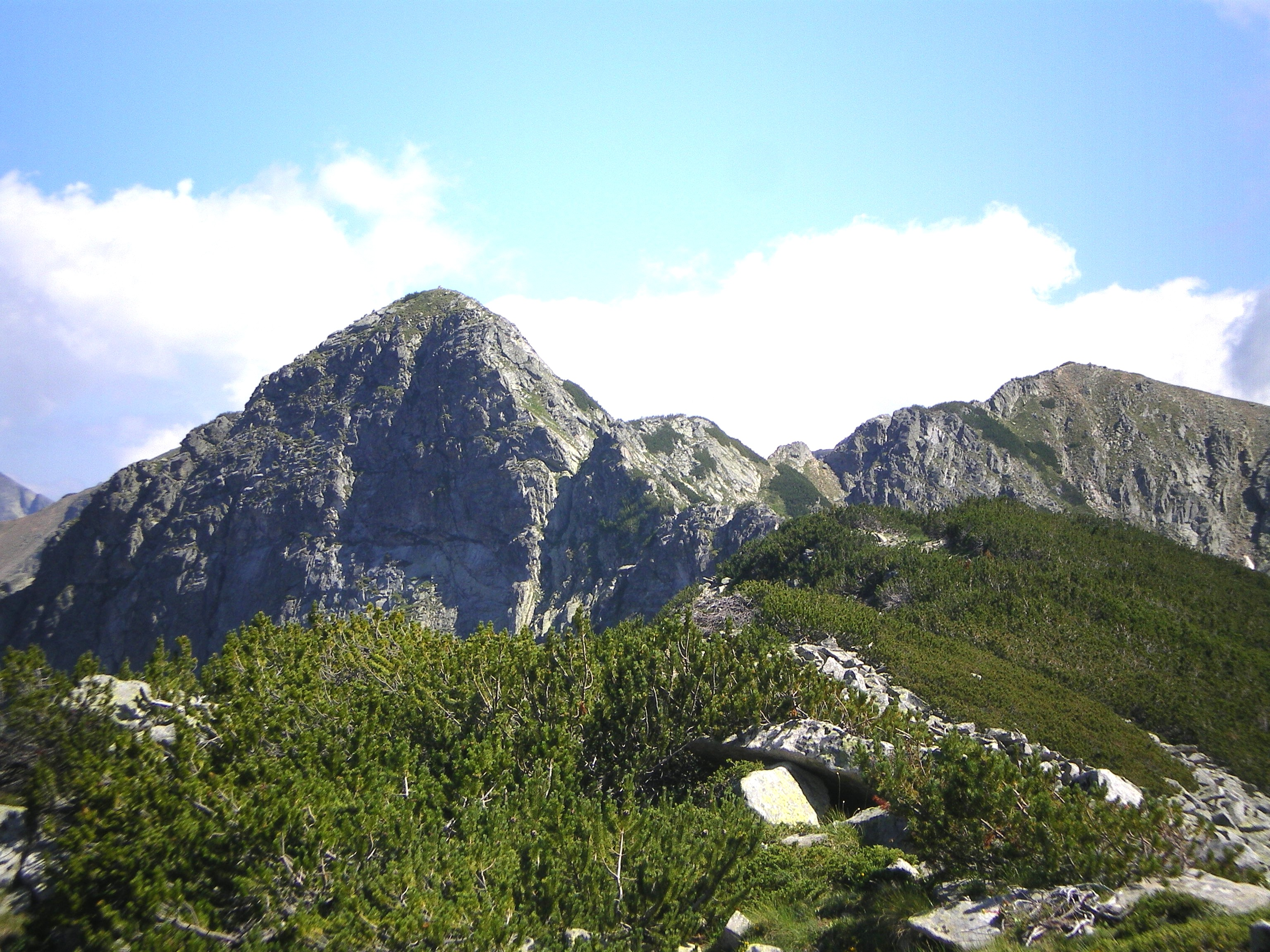
Le mont Vasilaški čukar

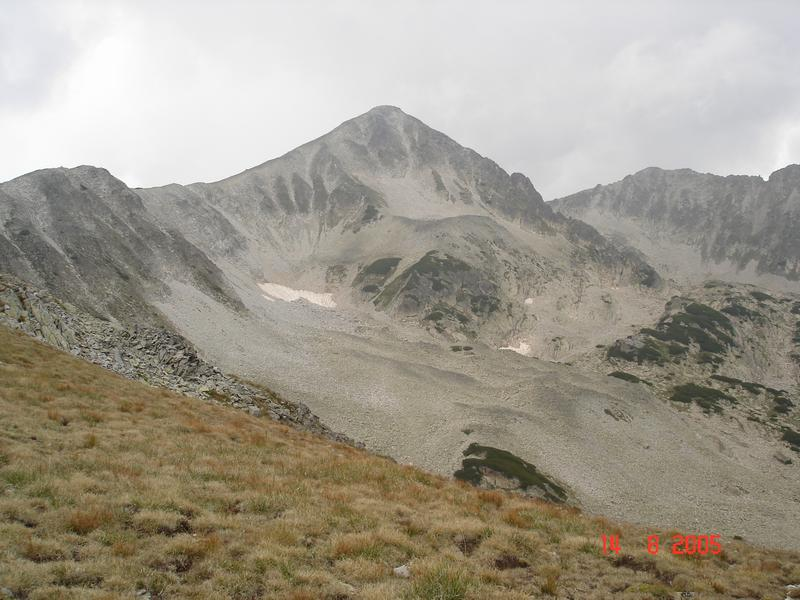
Le mont Poležan

| Sommet                                                        | altitude (m) | partie du massif            |
| ------------------------------------------------------------- | ------------ | --------------------------- |
| Vihren (Вихрен)                                               | 2 914 m      | crête principale            |
| Kutelo (Кутело)                                               | 2 908 m      | crête principale            |
| Banski suhodol (Бански суходол, « Ravin de Bansko »)          | 2 884 m      | crête principale            |
| Goljam Poležan (Голям Полежан, « Grand Poležan »)             | 2 851 m      | crête latérale du Poležan   |
| Kamenica (Каменица)                                           | 2 822 m      | crête latérale de Kamenica  |
| Malăk Poležan (Малък Полежан, « Petit Poležan »)              | 2 822 m      | crête latérale de Poležan   |
| Bajovi dupki (Баюви дупки)                                    | 2 820 m      | crête principale            |
| Jalovarnika (Яловарника)                                      | 2 763 m      | crête latérale de Kamenica  |
| Gazej (Газей)                                                 | 2 761 m      | crête latérale de Poležan   |
| Kajmakčal (Каймакчал)                                         | 2 753 m      | crête latérale de Poležan   |
| Goljama Todorka (Голяма Тодорка, « Grande Todorka »)          | 2 746 m      | crête latérale de Todorka   |
| Bănderiški čukar (Бъндеришки чукар, « Cime de la Bănderica ») | 2 732 m      | crête principale            |
| Džengal (Дженгал)                                             | 2 730 m      | crête latérale de Poležan   |
| Momin dvor (Момин двор, « Cour des jeunes filles »)           | 2 723 m      | crête principale            |
| Bašlijski čukar (Башлийски чукар, « Cime de la Bašlijca »)    | 2 720 m      | crête latérale indépendante |
| Koteški čal (Котешки чал)                                     | 2 715 m      | crête latérale indépendante |
| Malka Todorka (Малка Тодорка, « Petite Todorka »)             | 2 712 m      | crête latérale de Todorka   |
| Čengelčal (Ченгелчал)                                         | 2 709 m      | crête principale            |
| Disilica (Дисилица)                                           | 2 700 m      | crête latérale de Poležan   |
| Kameniška kukla (Каменишка кукла, « Poupée de Kamenica »)     | 2 690 m      | crête latérale de Kamenica  |
| Kuklite (Куклите, « les poupées »)                            | 2 686 m      | crête latérale de Kamenica  |
| Muratov vrăh (Муратов връхр « Sommet de Murat »)              | 2 669 m      | crête principale            |
| Džano (Джано)                                                 | 2 668 m      | crête principale            |
| Bezbog (Безбог)                                               | 2 645 m      | crête latérale de Poležan   |
| Sivria (Сиврия)                                               | 2 593 m      | crête latérale indépendante |
| Sinanica (Синаница)                                           | 2 516 m      | crête latérale de Sinanica  |

### Hydrographie

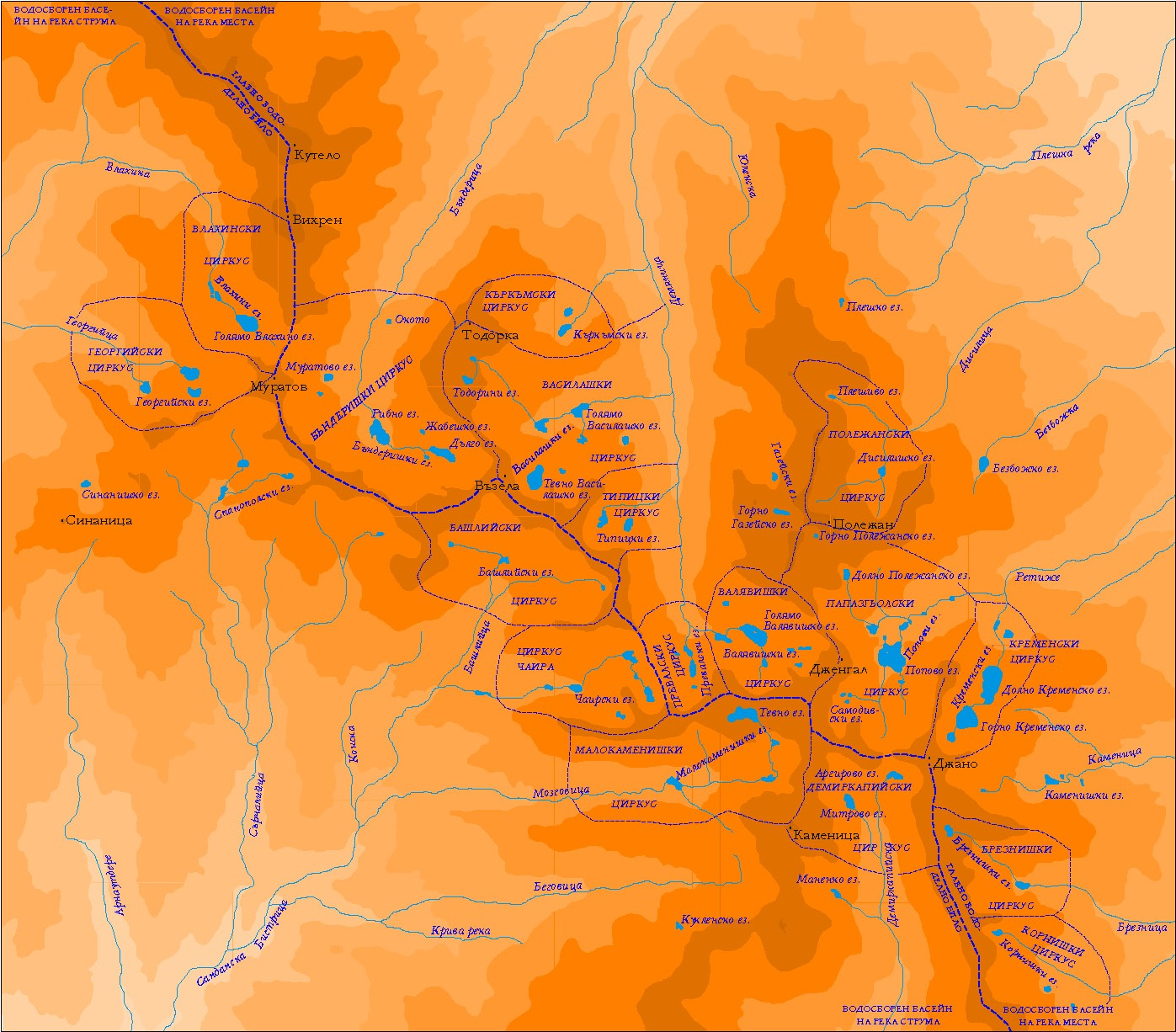
Carte des lacs et rivières du Pirin septentrional

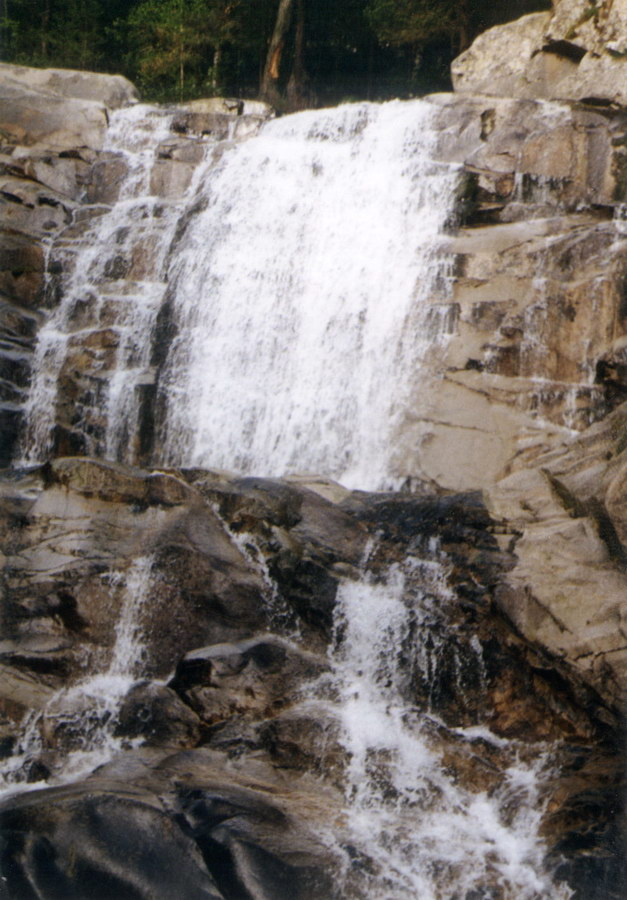
Cascade de Popina lăka

Le Pirin est un massif très riche en eau. De nombreuses rivières appartenant aux bassins versants de la Struma et de la Mesta y prennent leur source. Elles sont relativement courtes, mais leur débit, leur déclivité et donc la vitesse de leur courant sont importants, c’est pourquoi elles forment de nombreux rapides et cascades. Le Pirin présente trois chutes d'eau notoires : la cascade de Popina lăka (Popinolăški vodopad, du nom d’un lieu-dit situé à 18 km au nord-est de Sandanski, où se trouve notamment le chalet Jane Sandanski) sur la Sandanska Bistrica, haute de 12 m, le saut de la Demjanica (Demjaniški skok, 11 m) sur la rivière du même nom, ainsi que le saut de Julen (Julenski skok, 9 m), sur la même rivière. La ligne de partage des eaux entre les bassins versants de la Struma et de la Mesta passe par la crête centrale du massif.

#### Rivières
Les affluents les plus importants de la Mesta sont :
- l’Iztok (Изток) ou Bela reka (Бела река), qui coule dans la plaine de Razlog, reçoit sur sa gauche les eaux de la rivière Glazne (Глазне), elle-même formée des rivières Bănderica (Бъндерица), Demjanica (Демяница), et d’autres cours d’eau de moindre importance ;
- La Disilica ou Desilica (Дисилица, Десилица), qui reçoit près du sommet dit Mogilata (1 301 m) les eaux de la rivière de Perleš (Perleška reka, Перлешка река ou Pleška reka, Плешка река, dont le nom rappelle celui du cirque près duquel elle prend sa source), traverse la ville de Dobrinište et se jette dans la Selskata reka (Селската река), qui se jette elle-même dans la Mesta ;
- la rivière de Bezbog (Bezbožka reka, Безбожка река), qui prend sa source près du sommet du même nom ;
- la Retiže (Ретиже), qui prend sa source aux lacs de Popovo ;
- les rivières Kamenica (Каменица), Breznica (Брезница) et Korinca (Корница).

Les affluents les plus importants de la Struma sont :
- la rivière de Vlahi (Vlahina reka, Влахина река, du nom d’un village situé à l’est de Krésna), qui prend sa source aux lacs du même nom et rassemble les eaux de la Georgijca (Георгийца, qui prend sa source aux lacs du même nom, situés juste au sud) et de la Sinanica ou Sinaniška reka (Синаница, Синанишка река, qui prend sa source près du sommet du même nom, juste au sud) ;
- la Sandanska Bistrica (Санданска Бистрица, « rivière limpide de Sandanski »), qui se forme dans une grande vallée par la confluence de la Mozgovica (Мозговица, qui prend sa source dans le secteur du mont Kamenica), de la Begovica (Беговица, qui prend sa source un peu au sud de la rivière précédente, près des lacs du même nom), la Bašlijca (Башлийца, près des lacs du même nom), la Sărčalica (Сърчалийца, qui descend du nord des lacs de Spano pole), ainsi que de l’Arnautdere plus à l’ouest (Арнаутдере, qui prend sa source au sud du mont Sinanica et descend vers le sud), avant de passer par la ville de Sandanski ;
- la rivière de Melnik (Мелнишка река, Melniška reka), qui résulte de la confluence de deux petites rivières près du village de Doleni, traverse la ville de Melnik puis va se jeter dans la Struma à l’ouest de Marikostinovo ;
- la Pirinska Bistrica (Пиринска Бистрица, « rivière limpide du Pirin »), qui prend sa source près des lacs de Mitrovo et Argirovo sous le nom de Demirkapijska reka (Демиркапийска река, rivière de Demirkapija), avant de passer par le village de Pirin, le village de Katunci, puis de former la frontière entre la Bulgarie et la Grèce, sur une distance d’environ 7 km, entre Novo Hodžovo et sa confluence avec la Mesta, à l'ouest de Kulata.

#### Lacs

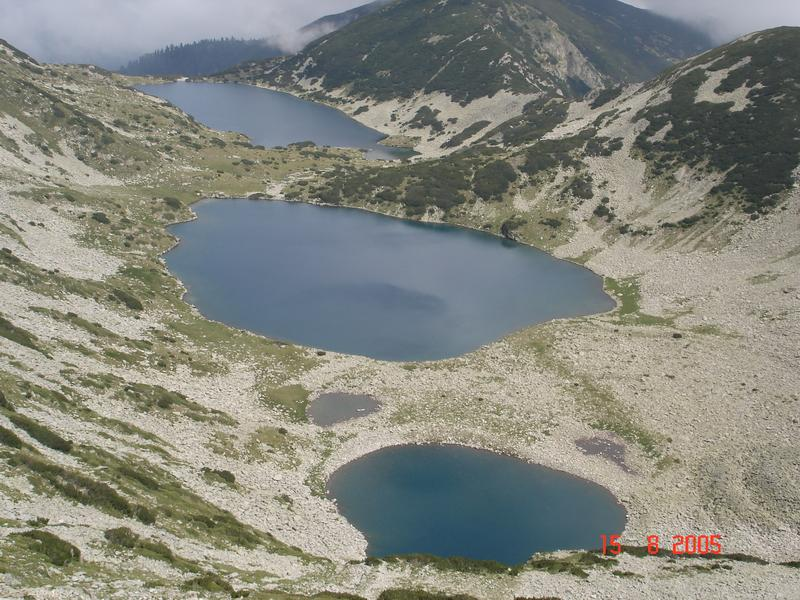
Lacs de Kremen

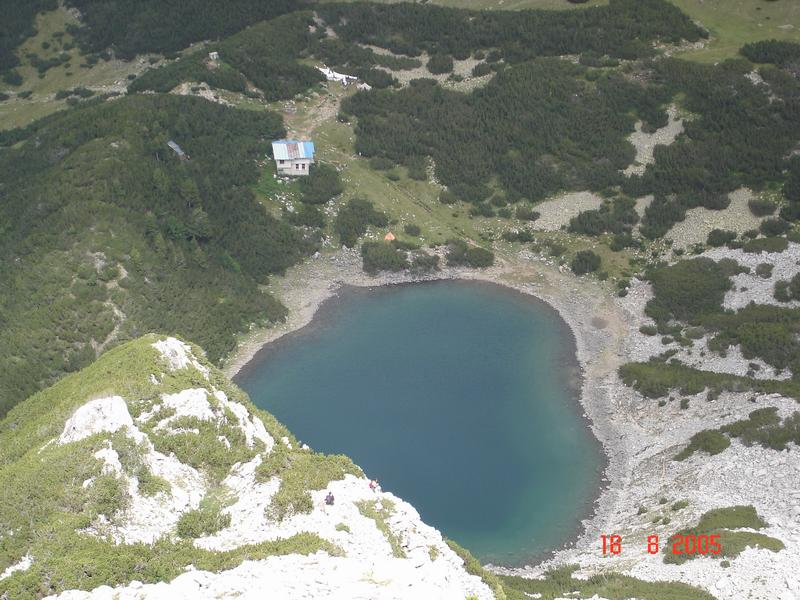
Lac de la Sinanica

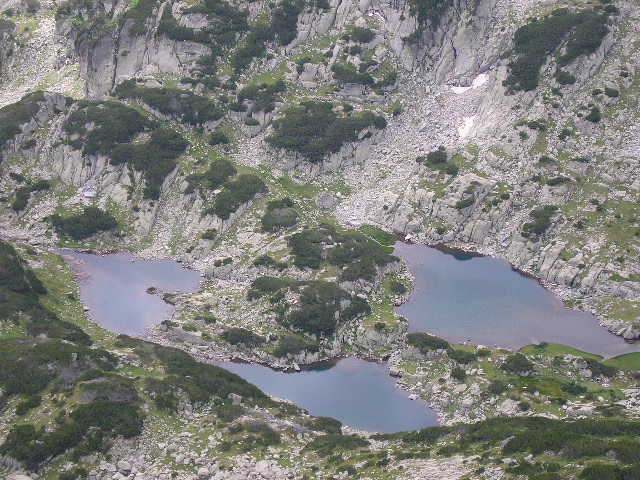
Lacs Samodivski

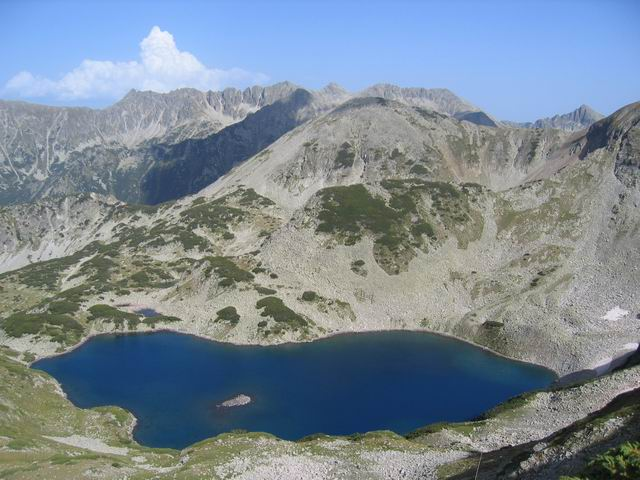
Lac Tevno-Vasilaško

Les lacs du Pirin constituent sa plus grande richesse hydrologique. Ils sont au nombre de 186, ont une origine glaciaire et sont situés dans des cirques de plus ou moins grande taille. Ils sont appelés dans les traditions populaires bulgares les « yeux du Pirin ». En raison de leur origine glaciaire, ils sont assez profonds. Leurs eaux sont limpides et, à cause de l’altitude, très froides. Parmi les lacs de haute montagne de Bulgarie, le plus grand des lacs du Pirin, le lac de Popovo (6x3 km), n’occupe que la quatrième place par sa taille après des lacs du massif du Rila : le lac Smradlivo (« lac puant »), le lac Dolnoto Ribno et le lac Bliznaka (« le jumeau »). En outre, le lac de Popovo est le plus profond du Pirin (29,5 m), mais se classe en deuxième position après le lac d’Okoto dans le Rila (37,5 m). Le Pirin ne se place en tête que par le lac de Gorno Poležansko, dans le massif du Poležan, qui est le lac le plus haut de Bulgarie (2 710 m) : son altitude est supérieure d’un mètre seulement à celle du lac de Ledeno au-dessous du mont Musala.
Les groupes de lacs les plus importants du Pirin sont :
| Groupe de lacs                                           | nombre de lacs                                            |
| -------------------------------------------------------- | --------------------------------------------------------- |
| Lacs de Popovo (Попови езера)                            | 11                                                        |
| Lacs de Kremen (Кременски езера)                         | 5                                                         |
| Lacs de Bănderica (Бъндеришки езера)                     | 16 (avec les lacs de Muratov, Муратови езера)             |
| Lacs de Vasilaki (Василашки езера)                       | 12 (avec les lacs de Todorka)                             |
| Lacs de la Valjavica (Валявишки езера)                   | 10                                                        |
| Lacs de Čaira (Чаирски езера)                            | 9                                                         |
| Lacs de Vlahi (Влахини езера)                            | 5                                                         |
| Lacs Samodivski (Самодивски езера, « lacs des nymphes ») | 3                                                         |
| Lacs de Malka Kamenica (Малокаменишки езера)             | 20 (mais certains d’entre eux sont en voie d’assèchement) |
| Lacs de Preval (Превалски езера)                         | 4                                                         |
| Lacs de la Bašlijca (Башлийски езера)                    | 4                                                         |
| Lacs de Tipic (Типицки езера)                            | 3                                                         |
| Lac d’Argirovo et de Mitrovo (Митрово и Аргирово езеро)  | 2                                                         |
| Lacs de Breznica (Брезнишки езера)                       | 3                                                         |

Il y a également un grand nombre de lacs isolés, qui ne font partie d’aucun groupe lacustre : le lac de Bezbog (Безбожко езеро, Bezbožko ezero), le lac de la Sinanica (Синанишко езеро, Sinaniško ezero) et d’autres. Il faut également compter au nombre des plans d’eau les petites mares superficielles (neige qui ne fond pas en cours d’année) dans le massif de Kazan, sous le sommet du Vihren (90 × 40 m) et dans les cirques du Ravin de Bansko (Бански Суходол) et de Bajovi dupki (Баюви дупки).
| Lac                                                                                  | surface (m2) | altitude (m) | profondeur (m) |
| ------------------------------------------------------------------------------------ | ------------ | ------------ | -------------- |
| Lacs de Popovo (Попово езера)                                                        | 123 600 m2   | 2 234 m      | 29,5 m         |
| Lac inférieur de Kremen (Долно Кременско езеро)                                      | 98 000 m2    | 2 304 m      | 27,0 m         |
| Grand lac de la Valjavica (Голямо Валявишко езеро)                                   | 85 100 m2    | 2 280 m      | 18,9 m         |
| Lac supérieur de Kremen (Горно Кременско езеро)                                      | 66 100 m2    | 2 354 m      | 13,6 m         |
| Ribno Bănderiško ezero (Рибно Бъндеришко езеро, « lac poissonneux de la Bănderica ») | 65 000 m2    | 2 190 m      | 12,2 m         |
| Tevno Vasilaško ezero (Тевно Василашко езеро, « lac sombre de Vasilaki »)            | 63 900 m2    | 2 362 m      | 29,0 m         |
| Grand lac de Vlahi (Голямо Влахино езеро)                                            | 63 400 m2    | 2 302 m      | 13,4 m         |
| Tevno ezero (Тевно езеро, « lac sombre »)                                            | 60 000 m2    | 2 512 m      | 40,0 m         |
| Dălgo ezero (Дълго езеро, « lac long »)                                              | 45 500 m2    | 2 310 m      | 10,0 m         |
| Grand lac de la Georgijca (Голямо Георгийско езеро)                                  | 39 600 m2    | 2 294 m      | 40,0 m         |
| Lac supérieur du Poležan (Горно Полежанско езеро)                                    | 2 200 m2     | 2 715 m      |                |
| Lac supérieur du Gazej (Горно Газейско езеро)                                        | 11 500 m2    | 2 642 m      | 4,0 m          |
| Plešivo ezero (Плешиво езеро, « lac chauve »)                                        | 3 000 m2     | 2 592 m      |                |
| Lac supérieur de la Breznica (Горно Брезнишко езеро)                                 | 13 500 m2    | 2 579 m      |                |
| Lac inférieur de la Todorka (Долно Тодорино езеро)                                   | 6 700 m2     | 2 511 m      | 3,7 m          |
| Lac supérieur de la Bašlijca (Горно Башлийско езеро)                                 |              | 2 461 m      |                |
| Lac inférieur du Poležan (Долно Полежанско езеро)                                    | 12 000 m2    | 2 462 m      |                |
| Dăgovidno Vasilaško ezero (Дъговидно Василашко езеро, « lac courbé de Vasilaki »)    | 11 000 m2    | 2 268 m      | 10,4 m         |
| Lac de la Sinanica (Синанишко езеро)                                                 | 10 000 m2    | 2 181 m      | 11,5 m         |

### Climat
Le climat du Pirin est montagnard, mais dénote des influences méditerranéennes. On y distingue trois étages climatiques : de basse montagne (altitude inférieure à 1 000 m), de moyenne montagne (altitude comprise entre 1 000 et 1 600 m), de haute montagne (altitude supérieure à 1 600 m). Dans l’étage de basse montagne, on ressent nettement l’influence méditerranéenne, qui est plus marquée dans la vallée de la Struma : dans la ville de Sandanski, la température moyenne en janvier est de 2,1 °C, la température moyenne en juillet est de 24,9 °C, la température moyenne annuelle de 13,9 °C. À Goce Delčev dans la vallée de la Mesta, la température moyenne est en janvier de 0,1 °C, en juillet de 21,7 °C, la température moyenne annuelle de 11,3 °C. À Bansko au nord du massif, la température moyenne est de −2,3 °C en janvier, de 19 °C en juillet et de 8,8 °C sur l’ensemble de l’année. Dans l’étage de moyenne montagne, la température moyenne est en janvier de −2 °C, de 14 °C en juillet. Dans l’étage de haute montagne (près du chalet Vihren), la température moyenne est en janvier de −4,9 °C, en juillet de 12,1 °C, la température moyenne annuelle de −3,5 °C.
Le relief et l’altitude exercent également une influence sur la quantité des précipitations. À une altitude de 600 à 1 000 m, la quantité de précipitations se situe entre 700 et 800 mm, entre 1 000 et 1 800 m, elle est supérieure à 1 000 mm, mais dans les parties les plus élevées du Pirin, elle est supérieure à 1 200 mm. Les versants exposés aux vents reçoivent la plus grande quantité de précipitations. On observe un maximum en novembre, un minimum en août. C’est en février et en mars que l’enneigement est le plus important. Dans les parties les plus élevées du Pirin, il se maintient pendant 250 jours par an, et les avalanches ne sont pas rares. C’est en mai que la couverture nuageuse est la plus épaisse, en août qu’elle est la plus faible. Les vents dominants soufflent du nord-ouest, ainsi que du sud-ouest pendant la période hivernale. Sur les crêtes et les cols les plus élevés, les vents peuvent atteindre une vitesse de 40 m/s. Lors du passage de fronts froids, des tornades peuvent également se former.

### Faune et flore

#### Flore

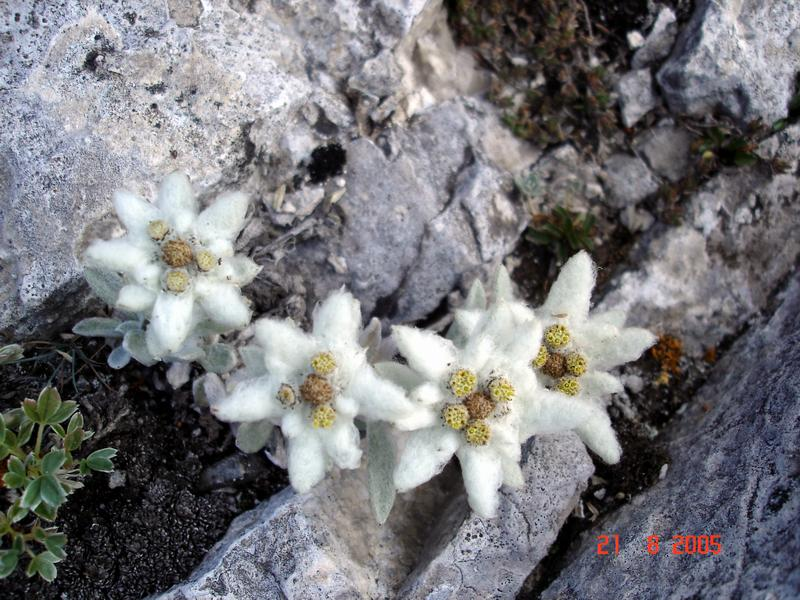
Edelweiss près de la crête du Končeto

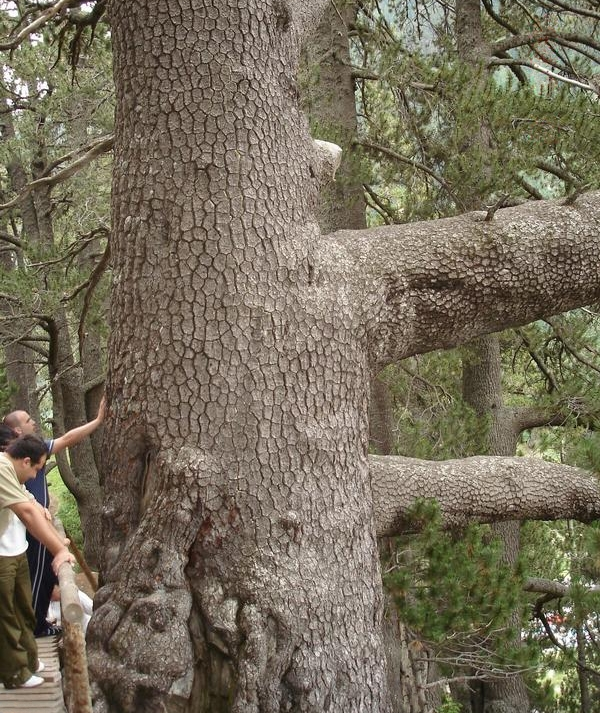
Le pin de Bajkušev (Bajkuševa mura)

Il existe dans le Pirin une flore et une faune particulièrement riches,. En 2008, environ 1 300 espèces de plantes y sont répertoriées, ce qui représente un tiers de toutes les espèces connues en Bulgarie, ainsi que 320 espèces de mousses et quelques centaines d’espèces d’algues. Le pourcentage de plantes endémiques locales, c’est-à-dire qui ne se rencontrent que dans le Pirin, est élevé — celles-ci sont au nombre de 18, dont le coquelicot du Pirin (Papaver degenii, Urum. & Jav.), le pâturin du Pirin (Poa pirinica, Stoj. & Acht), le thym du Pirin (Thymus perinicus, Velen.), la molène de Davidov (Verbascum davidoffii, Murb.). Beaucoup de ces plantes sont rares et protégées. La plus connue de toutes est l’edelweiss, qui se rencontre surtout dans le secteur des rochers de Džamdžiev, à l’est du mont Vihren. La végétation est disposée en zones verticales, selon trois étages : étage montagnard, étage subalpin, étage alpin. L’étage montagnard, jusqu’à une altitude d’environ 2 000 m, est surtout recouvert de forêts de conifères : pins sylvestres, pins noirs, pins de Macédoine et pins de Bosnie, sapins, épicéas communs. Un spécimen remarquable de pin de Bosnie, appelé en bulgare Bajkuševa mura (pin de Bajkušev, du nom du sylviculteur qui l’a découvert et étudié en 1897), situé à 1 930 m d’altitude près du chalet de la Bănderica, sur la route qui va de Bansko au chalet du Vihren, est âgé d’au moins 1 300 ans. L’étage subalpin qui lui fait suite, est dominé par des essences du type pin des montagnes et genévrier, dont les dimensions diminuent au fur et à mesure que l’altitude augmente. Enfin, on passe dans l’étage alpin, où poussent des graminées, des lichens et des mousses. À la limite entre ces deux derniers étages, on rencontre une grande profusion de myrtilles. La végétation que l’on trouve près des étendues d’eau présente des traits plus spécifiques : on peut le plus souvent y rencontrer des représentants du genre Carex.
Parmi les plantes médicinales ou herbes et aromates de cuisine, on trouve notamment dans le Pirin l’airelle rouge, l’origan et le grand plantain.

#### Faune
La variété des espèces animales est encore plus grande. Plus de 2 000 espèces et sous-espèces d’invertébrés sont répertoriées dans le massif (araignées, insectes, escargots) et près de 250 espèces de vertébrés. Parmi ces derniers, les oiseaux sont les plus nombreux (177 espèces). Les mammifères sont représentés par 45 espèces, les poissons par seulement 6 espèces. Beaucoup de ces espèces sont menacées et sont l’objet d’une protection particulière : aigle royal, pic tridactyle, ide mélanote, tortue d'Hermann. On y rencontre souvent, également, le chamois, le chevreuil, l’ours brun, le loup, le renard roux, l’aigle, le faucon, le Grand Tétras et d’autres encore.

### Population

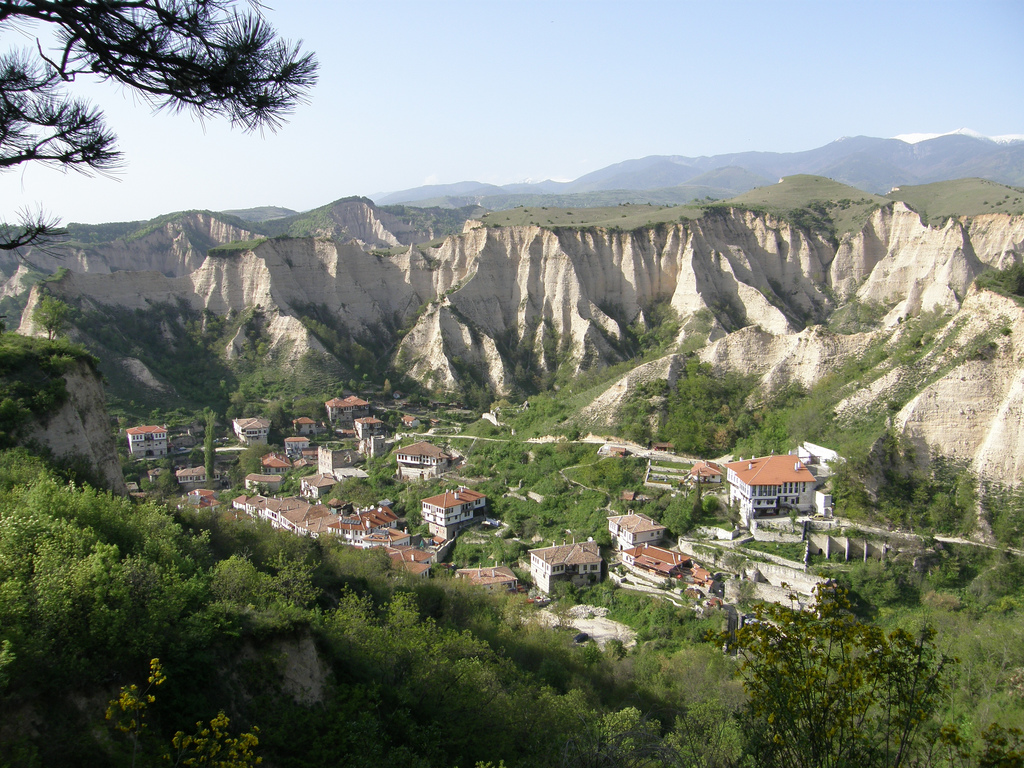
Panorama de Melnik

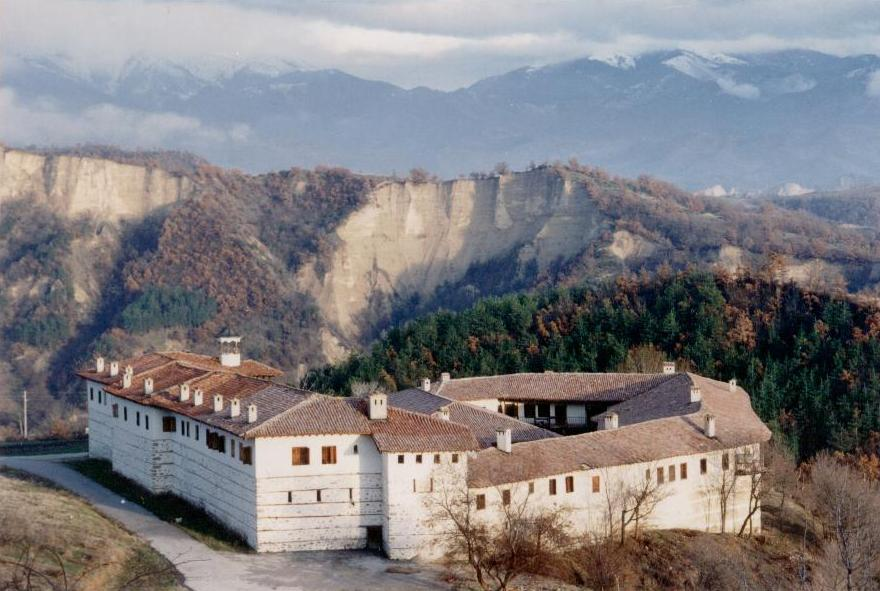
Monastère de Rojen.

Le Pirin est une région peu peuplée. La population est répartie de façon inégale, surtout concentrée dans les bassins de Goce Delčev (à l’est du massif, vallée de la Mesta), Razlog (nord du massif), Sandanski (au sud-ouest du massif, dans la vallée de la Struma, la ville la plus ensoleillée et la plus chaude de Bulgarie) et Simitli (au nord-ouest du massif, vallée de la Struma). La ville de Melnik, la moins peuplée de Bulgarie (385 habitants en 2008) et les villages de Rožen (à proximité duquel se trouve un monastère fondé au Moyen Âge, reconstruit sous sa forme actuelle au XVIIIe siècle), Kărlanovo, Sugarevo, Doleni, Boždovo sont situés dans le piémont et dans les régions de basse montagne, à l’est de Sandanski. 

## Histoire
Certains endroits situés en bordure du Pirin ont connu une occupation humaine depuis le Néolithique, comme le montrent divers sites archéologiques situés dans les parties basses des vallées fluviales : Kovačevo, au nord-est de Katunci, sur la Pirinska Bistrica, mais aussi Ilindenci à l’ouest, près de la Struma et Brežani plus au nord, également près de la vallée de la Struma, ainsi que Dobrinište à l’est du massif, près de la vallée de la Mesta. Le site de Kovačevo, fouillé depuis plus de vingt ans par une équipe franco-bulgare, a révélé une occupation depuis la fin du VIIe millénaire av. J.-C. Il constitue probablement l'un des plus anciens sites témoignant de la pénétration de la révolution néolithique en Europe, en provenance du Proche-Orient via l'Anatolie. Les autres sites révèlent également une occupation néolithique, plus récente cependant. Les Thraces, qui donnèrent au massif du Pirin son nom antique, sont le premier peuple identifié à avoir occupé la région, probablement vers le début de l’âge du bronze, peut-être en intégrant des populations autochtones. Sous le règne de Philippe II, la région tombe sous la domination de la monarchie macédonienne. En 46 apr. J.-C., elle est intégrée à la province romaine de Thrace ; les Romains transformèrent son nom grec en Orbelus. Après la division de l’Empire romain en 395, le Pirin fit partie de l’Empire romain d'Orient. Les Slaves s'installèrent sur ses marges et dans ses basses vallées fluviales à partir du VIe siècle. Au Moyen Âge, il fut disputé entre l'Empire byzantin et les royaumes bulgares, puis passa sous le contrôle de l'Empire ottoman au XIVe siècle. De nombreux toponymes turcs furent alors donnés dans le Pirin : Muratov, Džengal, Džano et d'autres, dont beaucoup existent encore aujourd'hui. Le Pirin devint bulgare à l'issue de la première guerre balkanique de 1912-1913. Par la suite, il y eut de nombreuses tentatives des autorités de bulgariser les toponymes d'origine turque dans le Pirin. Ainsi, en 1942, sous le règne de Boris III, le gouvernement du premier ministre Bogdan Filov fit débaptiser le Džengal en Golec et le point culminant, jusqu'alors connu sous le nom d'El tepe (du turc el, « vent » et tepe, « sommet »), en Vihren (« mont impétueux, tempétueux, sujet à des tornades »). Mais c'est vers la fin du régime communiste que la « bulgarisation » atteignit des... sommets : au cours de ce que la propagande d’État appela le « processus de régénération » (văzroditelen proces) dans les années 1980, près d'une centaine de toponymes furent modifiés, mais quasiment aucun ne passa dans l'usage courant des habitants de la région ou des randonneurs, même si certaines cartes actuelles les indiquent encore. À la suite de cette deuxième vague de déturcisation, le mont Gazej aurait ainsi dû s'appeler Vojvodski vrăh (« sommet du voïvode »), le mont Džengal Samodivski vrăh (« sommet des nymphes »), le mont Muratov Graniten vrăh (« sommet granitique »), le mont Džano Orlovec (« nid d'aigle ») et le mont Sivrija Ostrec (« rapette »).

## Activités

### Agriculture et industrie
Le Pirin est riche en matériaux extractibles. On y trouve des gisements de houille ayant un intérêt industriel : les deux puits de mine de Brežani au nord du massif ont été exploités jusqu’en 2006, et la mine d’Oranovo (quartier de Simitli), sur la Struma, au nord du massif, ainsi que le bassin houiller de Razlog dans le piémont nord du massif, fonctionnent encore. On exploite également le marbre près du village d’Ilindenci (à l’ouest du massif, près de la vallée de la Struma) et au sud de la ville de Razlog. La richesse hydrologique du Pirin est utilisée pour la production d’électricité. Une centrale hydroélectrique a ainsi été construite sur une chute de la Sandanska Bistrica, et une autre est en construction en 2008 sur la Pirinska Bistrica. La centrale hydroélectrique Razlog utilise les eaux de l’Iztok et de la Bela reka, la centrale Retiže les eaux de la rivière homonyme. Les eaux du Pirin sont également utilisées pour l’irrigation de vastes surfaces agricoles du piémont, qui servent à la culture du tabac, des fruits, des légumes, ainsi qu’à des pâturages. Du XVIe siècle au XXe siècle, les sables magnétiques du fond des rivières de la partie sud-est du massif ont été utilisés par la population pour la production de fer.
La région est par ailleurs spécialisée dans la production de bois (on y produit de la fibre cellulosique de haute qualité extraite des conifères), l’industrie de transformation du bois et des matériaux de construction. Parallèlement, un reboisement périodique est mis en œuvre, principalement d’essences telles que le pin sylvestre et le pin noir, l’épicéa, le hêtre, le pin de Macédoine, le sapin, etc. Dans le Pirin méridional existent en outre des conditions favorables à la culture du tabac, aux cultures céréalière, fourragère et horticole.

### Tourisme et sport
L’importance touristique du Pirin n’a pas cessé de croître. La partie alpine du massif offre d’excellentes possibilités aux skieurs : à partir de Bansko, on peut atteindre les pistes situées sur le versant nord du massif : Balkaniada (longueur : 1 109 m, Todorka (1 240 m), desservies par une ligne de télésiège (longueur 2 336 m, capacité 900 personnes par heure), reliant également le lieu-dit au sommet Todorin vrăh (2 746 m d’altitude). Au lieu-dit Čalin valog, la piste du même nom (longueur : 1 300 m) ainsi que la piste Pioner (longueur : 1 100 m) sont desservies par un remonte-pente d’une capacité de 700 personnes par heure. La piste de ski de fond Bănderiška poljana au lieu-dit du même nom a une longueur de 3 000 m et est desservie par un télésiège (longueur : 2 412 m) reliant le lieu-dit avec le sommet de Cărna mogila (1 976 m d’altitude). Un télésiège d’une longueur de 2 100 m a également été construit entre les chalets Goce Delčev et Bezbog. L'extension du domaine skiable (actuellement d'une longueur de 56 km) dans les années 2000 a cependant eu pour conséquence de nombreuses atteintes à l'environnement.

### Randonnée

#### Chalets et refuges
À cause de ses dimensions modestes, le Pirin dispose de relativement peu d’endroits permettant d’héberger les randonneurs : les chalets et refuges y sont au nombre de 13. Les premiers chalets ont été construits dans les années 1920 et 1930, mais ces premiers bâtiments ne sont plus utilisés — c’est pourquoi de nouveaux ont été construits près des anciens.

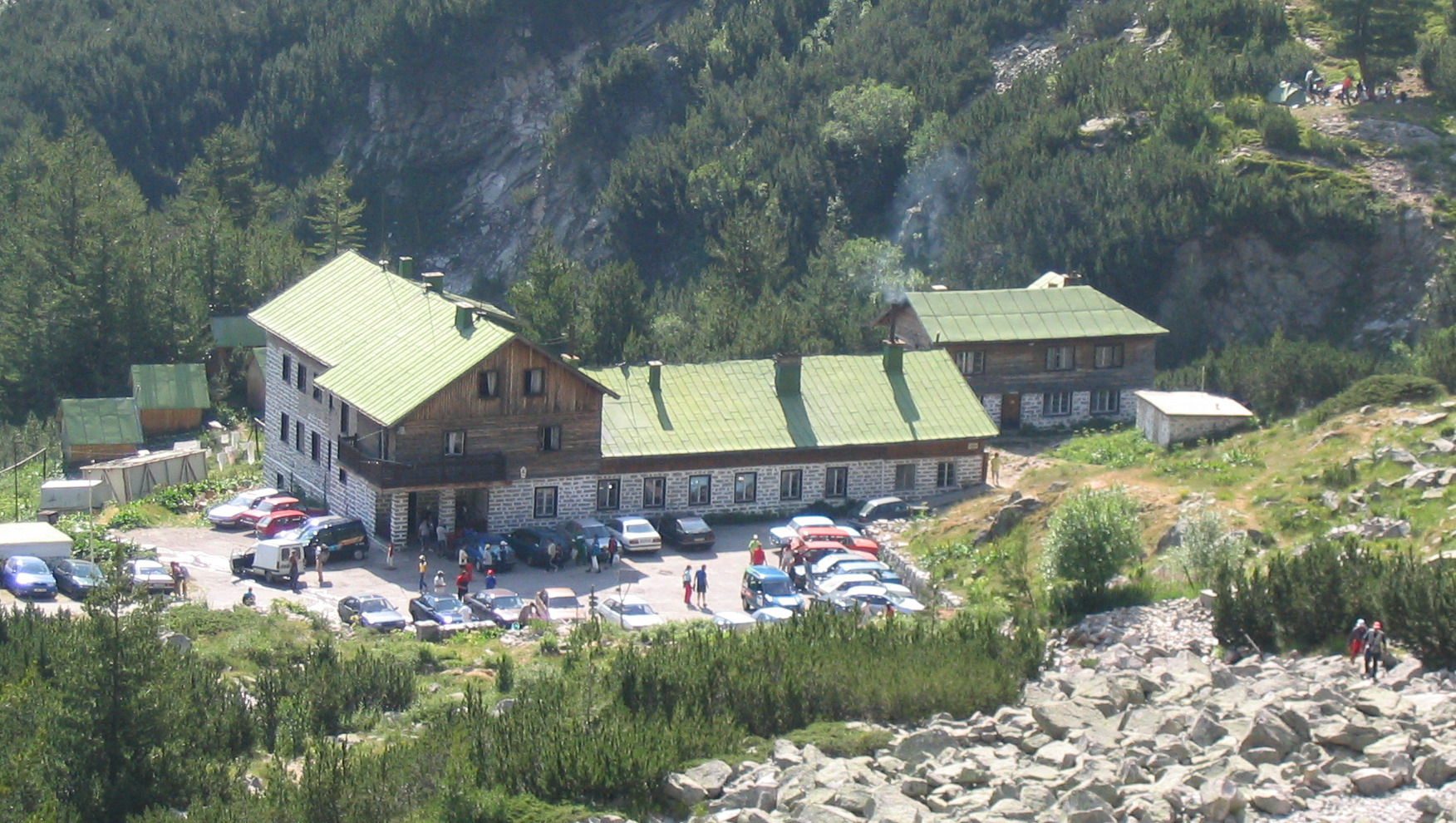
Chalet du Vihren

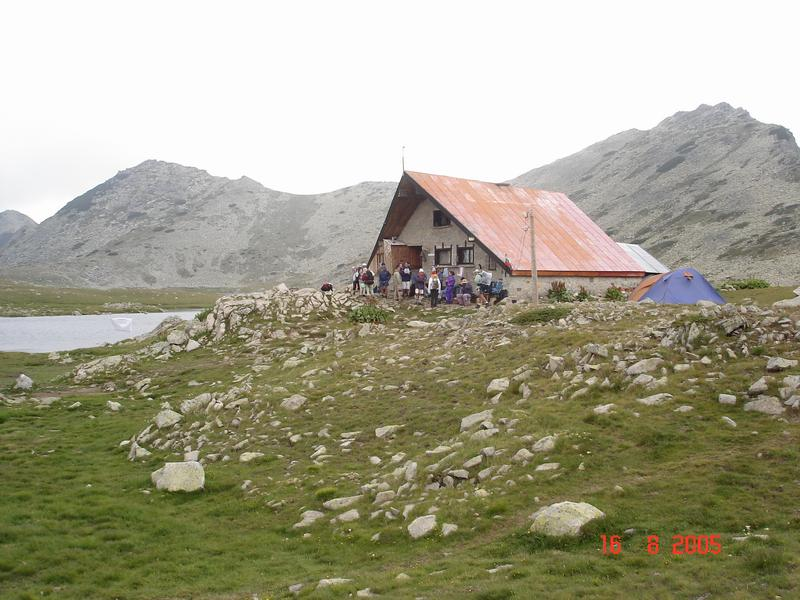
Refuge de Tevno ezero

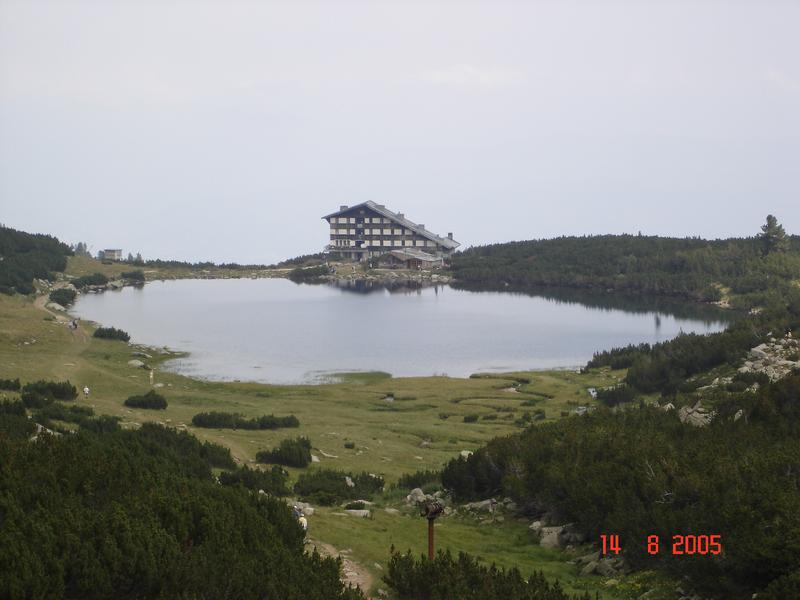
Chalet du Bezbog

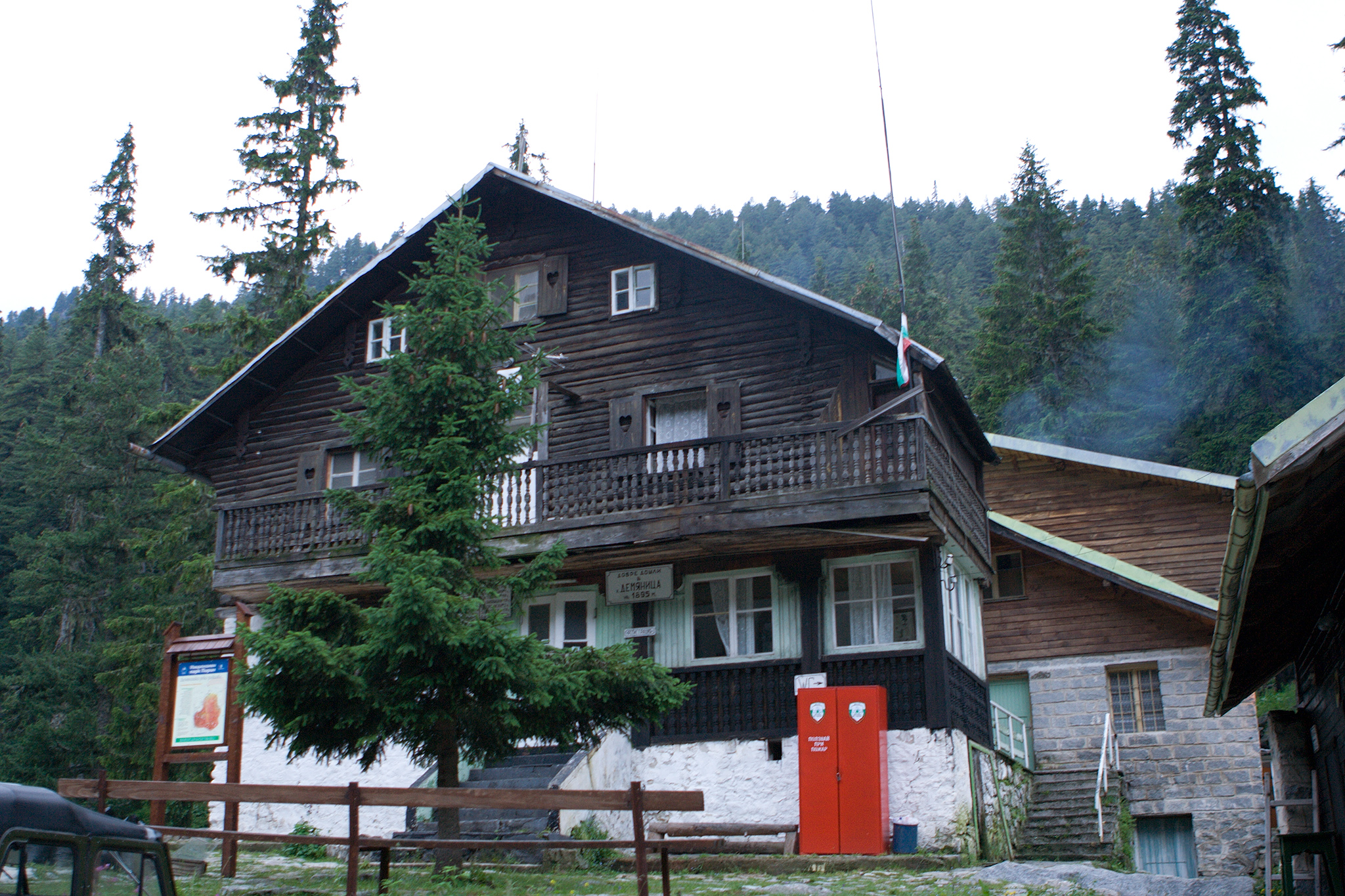
Chalet de la Demjanica

| Chalet                                                               | Altitude | Places | Année de construction                   | Localisation        |
| -------------------------------------------------------------------- | -------- | ------ | --------------------------------------- | ------------------- |
| Predel (Предел)                                                      | 1040     | 30     | ?                                       | Pirin septentrional |
| Bănderica (Бъндерица)                                                | 1810     | 95     | 1926                                    | Pirin septentrional |
| Vihren (Вихрен)                                                      | 1950     | 196    | 1941                                    | Pirin septentrional |
| Javorov (Яворов)                                                     | 1740     | 70     | 1933                                    | Pirin septentrional |
| Sinanica (Синаница)                                                  | 2190     | 49     | 1979                                    | Pirin septentrional |
| Demjanica (Демяница)                                                 | 1895     | 217    | 1932                                    | Pirin septentrional |
| Jane Sandanski (Яне Сандански)                                       | 1230     | 44     | 1930                                    | Pirin septentrional |
| Begovica (Kamenica) (Беговица, Каменица)                             | 1750     | 90     | 1966                                    | Pirin septentrional |
| Tevno ezero (Тевно езеро)                                            | 2512     | 30     | 1972                                    | Pirin septentrional |
| Pirin (Пирин)                                                        | 1640     | 78     | 1934                                    | Pirin septentrional |
| Bezbog (Безбог)                                                      | 2236     | 160    | 1960 (nouveau chalet construit en 1985) | Pirin septentrional |
| Goce Delčev (Гоце Делчев)                                            | 1412     | 150    | 1950                                    | Pirin septentrional |
| Popovi livadi (Попови ливади)                                        | 1412     | 78     | 1964                                    | Pirin central       |
| Malina (Малина)                                                      | 1674     | 68     | ?                                       | Pirin central       |
| Refuge de Končeto – le plus haut refuge de Bulgarie (заслон Кончето) | 2760     | 10     | 1955                                    | Pirin septentrional |
| Refuge d’El tepe ou de Kazana (Grand Kazan) (заслон Ел тепе, Казана) | 2445     | 5      | 1957                                    | Pirin septentrional |
| Refuge de Spano pole (заслон Спано поле)                             | 2050     | 20     | ?                                       | Pirin septentrional |

#### Itinéraires
Les sentiers de randonnée sont nombreux dans le Pirin,. Certains itinéraires considérés comme fondamentaux sont balisés. Ils relient des chalets et refuges comme des points de départ de randonnées. Les points de départ à partir desquels on accède au Pirin sont la ville de Bansko (par une route goudronnée ou par un sentier qui mènent aux chalets de la Bănderica et du Vihren, ainsi que, par un chemin partiellement goudronné, au chalet de la Demjanica) ; la ville de Dobrinište (par une route goudronnée menant au chalet Goce Delčev et par un sentier ou une télécabine jusqu’au chalet du Bezbog) ; la ville de Razlog (par une route et un sentier menant au chalet Javorov) ; la ville de Sandanski (par une route goudronnée menant au chalet Jane Sandanski ainsi que, par un chemin de terre, au chalet de la Begovica) ; la ville de Melnik (par un chemin de terre ou un sentier menant au chalet Pirin).

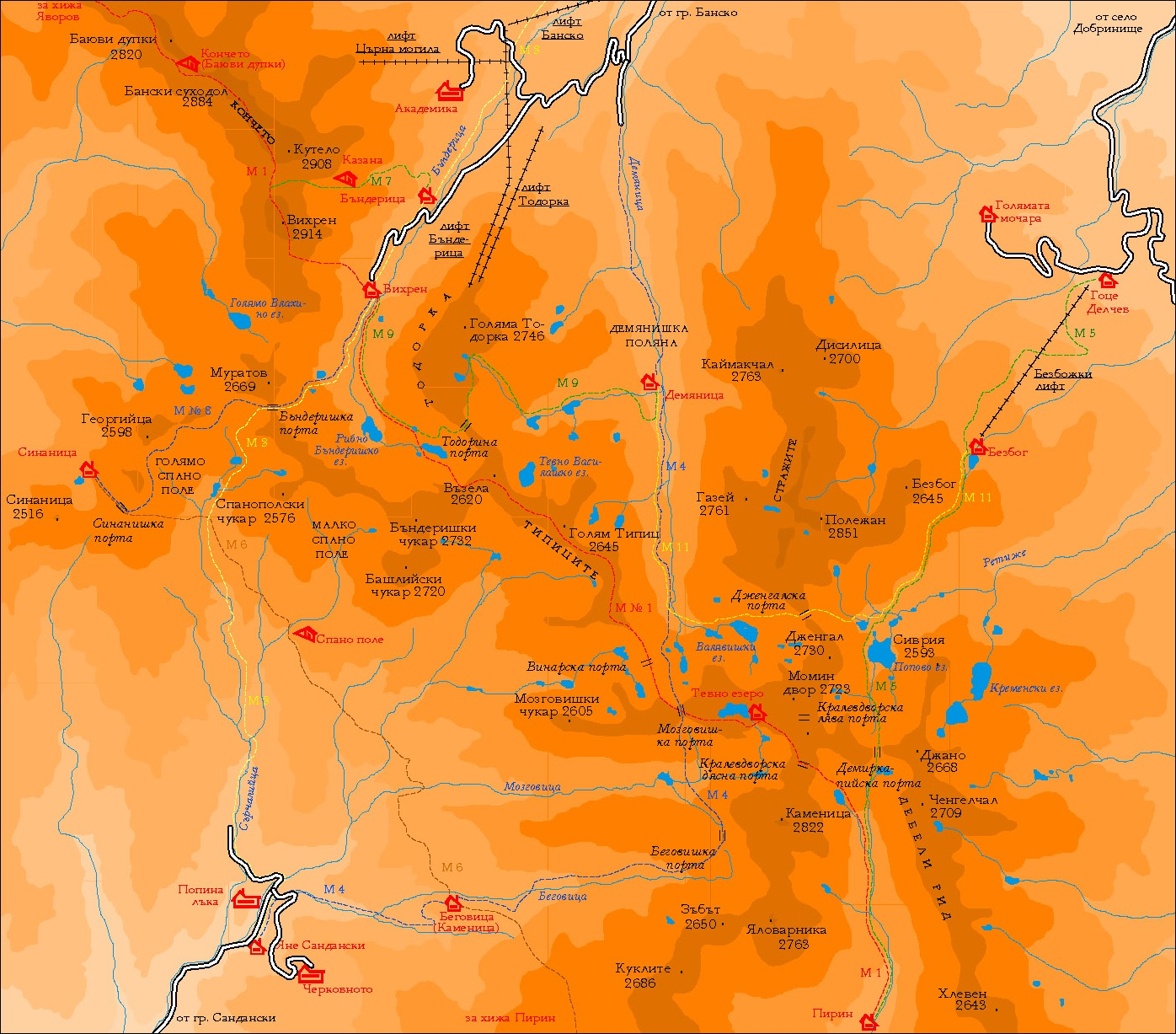
Carte des chalets et des itinéraires du Pirin septentrional

| N°               | Couleur du balisage | Point de départ                                           | Point d'arrivée                                 | Via |
| ---------------- | ------------------- | --------------------------------------------------------- | ----------------------------------------------- | --- |
| Itinéraire no 1  | rouge               | Predel                                                    | chalet Popovi Livadi                            | Chalet Javorov 5 h 30 ; chalet Vihren 15 h 30 ; refuge de Tevno ezero 22 h ; Chalet Pirin 24 h 30 ; chalet Popovi livadi 31 h 30  |
| Itinéraire no 2  | jaune               | Bifurcation vers Betolovoto, sur la route Similiti-Bansko | Kresna                                          | chalet Javorov 2 h 30 ; Suhodolski preval (« Crête ravinée ») 4 h ; lieu-dit Pešterata (« la grotte ») ; lieu-dit Văbite ; Kresna |
| Itinéraire no 3  | jaune               | Bansko                                                    | chalet Jane Sandanski                           | chalet Bănderica ; chalet Vihren 4 h 30 ; chalet Jane Sandanski 10 h                                                              |
| Itinéraire no 4  | bleu                | Bansko                                                    | chalet Jane Sandanski                           | chalet Demjanica 4 h ; chalet Begovitsa 9 h 30 ; chalet Jane Sandanski 11 h                                                       |
| Itinéraire no 5  | vert                | Dobrinište                                                | Melnik                                          | chalet Goce Delčev 2 h 30 ; chalet Bezbog 5 h ; chalet Pirin 10 h 30 ; Melnik 15 h 30                                             |
| Itinéraire no 6  | brun                | lieu-dit Pešterata                                        | chalet Pirin                                    | chalet Sinanica 2 h 30 ; chalet Begovica 9 h ; chalet Pirin 14 h                                                                  |
| Itinéraire no 7  | vert                | chalet Bănderica                                          | col de Premkata entre Vihren et Kutelo - 2 h 30 | - |
| Itinéraire no 8  | bleu                | chalet Vihren                                             | chalet Sinanica - 4 h ;                         | par la porte de Bănderica et le champ de Goljamo Spano                                                                            |
| Itinéraire no 9  | vert                | chalet Vihren                                             | chalet Demjanica - 4 h                          | par Premkata près de la Malka Todorka                                                                                             |
| Itinéraire no 10 | vert                | lac de Dolno Preval                                       | lieu-dit Bašlijca - 2 h                         | par Čaira |
| Itinéraire no 11 | jaune               | chalet Demjanica                                          | chalet Bezbog - 4 h 30                          | par les lacs de la Valjavica et la porte de Džengal                                                                               |
| Itinéraire no 12 | jaune               | chalet Begovica                                           | chalet Pirin - 4 h 30                           | par la bifurcation vers le lac de Begovica et Bašmandra                                                                           |
| Itinéraire no 13 | bleu                | chalet Pirin                                              | chalet Popovi livadi                            | chalet Malina 1 h 45 ; chalet Popovi livadi 6 h 15                                                                                |

### Protection environnementale
Afin de protéger la faune et la flore du massif, le parc national de Vihren a été créé en 1962 puis renommé parc national du Pirin en 1975. Il couvre actuellement une superficie de 403,32 km2. Il protège la plus grande forêt bulgare de pins de Bosnie, de pins de Macédoine et de genévriers, ainsi que de nombreuses espèces rares et endémiques. Il a été inscrit sur la liste du patrimoine mondial de l'UNESCO en 1983.
Les réserves naturelles de Bajuvi Dupki-Džindžirica (créée en 1934, l’une des plus anciennes de Bulgarie) et de Julen occupent 15 % de la surface du parc.

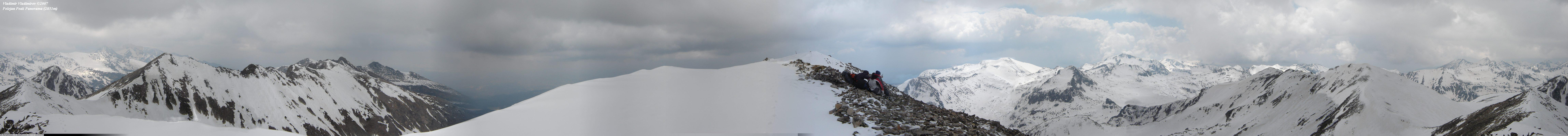
Panorama depuis le Goljam Poležan (2851 m).

Hors du parc, la réserve naturelle Orelyak est située dans la partie centrale du Pirin.